# Savoye (historische regio)

Vlag van Savoye

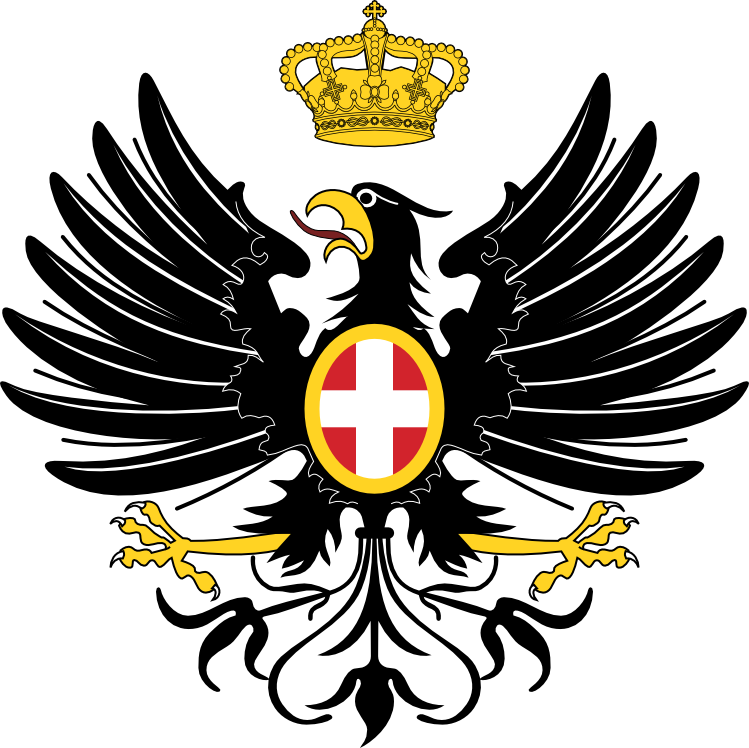
Wapen van Savoye

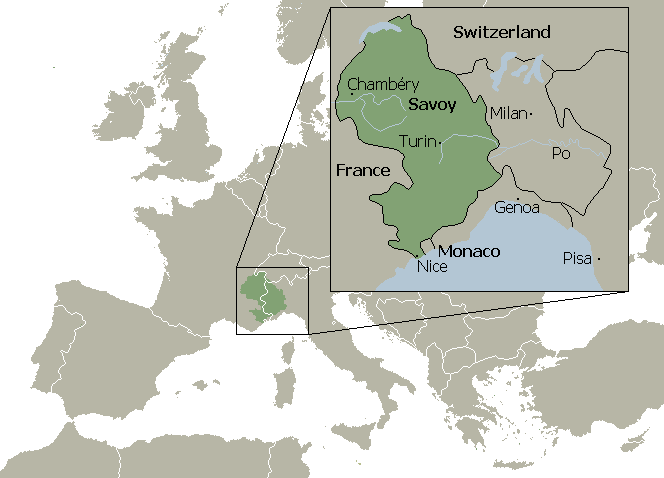
Kaart van de regio

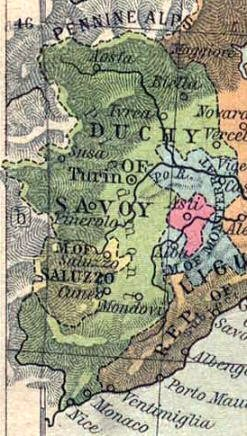
Landkaart van Savoye in 1494

Savoye (Savoyaards Savouè; Latijn Sabaudiae) is een historische regio die zich uitstrekt van de huidige Franse departementen Savoie en Haute-Savoie en de Franse natuurlijke regio Savoie-Mont Blanc en de Italiaanse regio's Piëmont en Valle d'Aosta. 
Het gebied van de regio was van 1003 tot 1416 een graafschap en van 1416 tot 1860 een hertogdom onder het huis Savoye. Het bergachtige land dat diverse periodes van financiële moeilijkheden kende, was vaak bij gewapende conflicten betrokken. Sinds 1860 maakt het deel uit van Frankrijk. Savoye strekt zich uit van gebieden met een alpine klimaat in het noorden tot aan de Middellandse Zee, waar een mediterraan klimaat heerst.

## Geschiedenis

### Vroege geschiedenis

#### Romeinen, Bourgondiërs en Franken
Het gebied werd in de oudheid bewoond door de Allobroges, die zich fel tegen de oprukkende Romeinen verzetten. In 121 v.Chr. veroverden de Romeinen het gebied evenwel en voegden het bij de provincie Gallia Narbonensis. Tijdens de Grote Volksverhuizing kwamen de Bourgondiërs in bezit van Savoye (437). In 534 kwam het aan het toen nog zelfstandige koninkrijk Bourgondië. Aan het einde van de 6e eeuw behoorde Savoye tot het Frankische Rijk (Merovingers en Karolingers).

#### Splitsing van het Frankische Rijk
Wanneer dit grote rijk gesplitst werd in 843 door het Verdrag van Verdun, kwam de latere Savoye in Midden-Francië te liggen. In 855 werd ook Midden-Francië verdeeld onder erfgenamen. Bij deze deling van Prüm ging de streek naar Karel van Provence. Noord-Italië bleef als enige deelrijk van Midden-Francië nog over onder Lodewijk II van Italië, die ook de keizerstitel erfde. In 863 stierf ook Karel van Provence en werd zijn koninkrijk verdeeld. Hierbij verkreeg Lodewijk II van Italië al het gebied van Noord-Italië tot aan de Rhône, behalve Lyon en Vienne. Lodewijk II overleed in 875 zonder wettige nazaten. De Italiaanse adel bood de Italiaanse kroon aan aan Karel de Kale van West-Francië, ondanks de afspraken die Lodewijk van Italië met Lodewijk de Duitser had gemaakt dat diens zoon Karloman van Oost-Francië zijn erfgenaam zou zijn. Op 25 december werd Karel in Rome door paus Johannes VIII tot keizer van het Roomse Rijk gekroond en in 876 werd Karel in Pavia uitgeroepen tot koning van Italië. Daarop viel Lodewijk de Duitser met zijn leger West-Francië binnen. Karel haastte zich terug en liet het bestuur van Italië over aan de onderkoning Bosso van Provence, op wie hij steunde. Na het overlijden van Lodewijk de Duitser probeerde Karel door een snelle veldtocht Oost-Francië te veroveren. In 877 overleed Karel de Kale echter, wat een periode van (nog grotere) chaos zou inluiden.

#### De drie Bourgondiën en het koninkrijk Arelat (879-1033)
Na de dood van Karel de Kale in 877 maakte graaf Bosso van Provence zich onafhankelijk van Karels zoon Lodewijk de Stamelaar  en werd in 879 met hulp van paus Johannes VIII tot koning van Bourgondië en Provence, beter bekend als Neder-Bourgondië (Provence en Cisjuranië). Onder meer de Moûtiers en de Tarentaise lag in dit "Neder-Bourgondië".
Bij de dood van keizer Karel de Dikke in 888, koos de adel van Opper-Bourgondië (met onder meer de huidige Haute-Savoie) markgraaf Rudolf I tot koning. De streek tussen Rhône en Saône splitste af van het West-Frankische rijk en werd het koninkrijk Burgundia Transjurana, beter bekend als Opper-Bourgondië of Hoog-Bourgondië (Vrijgraafschap Bourgondië en Transjuranië).
Na onderhandelingen met Hugo van Arles, kleinzoon van Lotharius II, werden Opper- en Neder-Bourgondië in 933 verenigd onder Rudolf II van Bourgondië. Dit nieuwe koninkrijk Bourgondië is ook wel bekend als het Arelatische koninkrijk, naar de hoofdstad Arles. Het zuidelijke deel, het graafschap Provence, begon zich door het zwakke koninklijke gezag steeds zelfstandiger te gedragen. Een eeuw later werd Opper-Bourgondië door keizer Koenraad II bij het Heilige Roomse Rijk ingelijfd (1033).

### Graafschap
Humbert Withand ontving Savoye in 1027 als graafschap van Rudolf III van Bourgondië, Rooms-Duitse keizer. Withand geldt als stamvader van het Huis Savoye dat de regio tot 1860 zou regeren. Zijn nazaten Amadeus VI, Amadeus VII en Amadeus VIII kregen in de loop van de 14e en 15e eeuw ook Piëmont, Montferrat, Turijn, Nice (en daarmee een toegang tot de Middellandse Zee) en Genève in handen.

### Hertogdom

Italiaanse staten in de XVe eeuw.

Italiaanse staten in de XVIIIe eeuw.

Amadeus VIII - de latere tegenpaus Felix V - werd in 1416 door keizer Sigismund tot hertog verheven. Savoye verloor in de 16e eeuw veel grondgebied aan Frankrijk en het Zwitserse Eedgenootschap en werd bij het verdrag van Nice (1538) vrijwel geheel tussen Frankrijk en Oostenrijk verdeeld. Hertog Emanuel Philibert wist een groot deel van het gebied te heroveren. In de 16e en 17e eeuw verplaatsten de hertogen het centrum van hun overwegend Franstalige land naar hun Italiaanse territoria. In 1563 werd de hoofdstad daarom verplaatst van Chambéry naar Turijn.
Lodewijk XIV van Frankrijk bezette rond 1690 Savoois gebied, waarop hertog Victor Amadeus II zich in reeds aan de gang zijnde Negenjarige Oorlog bij Frankrijks vijanden aansloot. De Vrede van Rijswijk kende het bezette gebied in 1697 weer aan Savoye toe. Nadat Victor Amadeus zich in 1703 aan Oostenrijkse zijde in de Spaanse Successieoorlog had gemengd, bezette Frankrijk Piëmont. Samen met zijn achterneef Eugenius versloeg hij de Fransen echter in 1706 in de Slag bij Turijn.

### Onderdeel van koninkrijk Piëmont-Sardinië
De Vrede van Utrecht (1713) bedeelde Savoye het koninkrijk Sicilië, dat in 1720 graag omgeruild werd voor het koninkrijk Sardinië. De hertogen van Savoye stonden van toen af aan bekend als koningen van Piëmont-Sardinië. Savoye maakte geen deel meer uit van het Rooms-Duitse Rijk.

### Frans departement

Italiaanse staten in de XIXe eeuw.

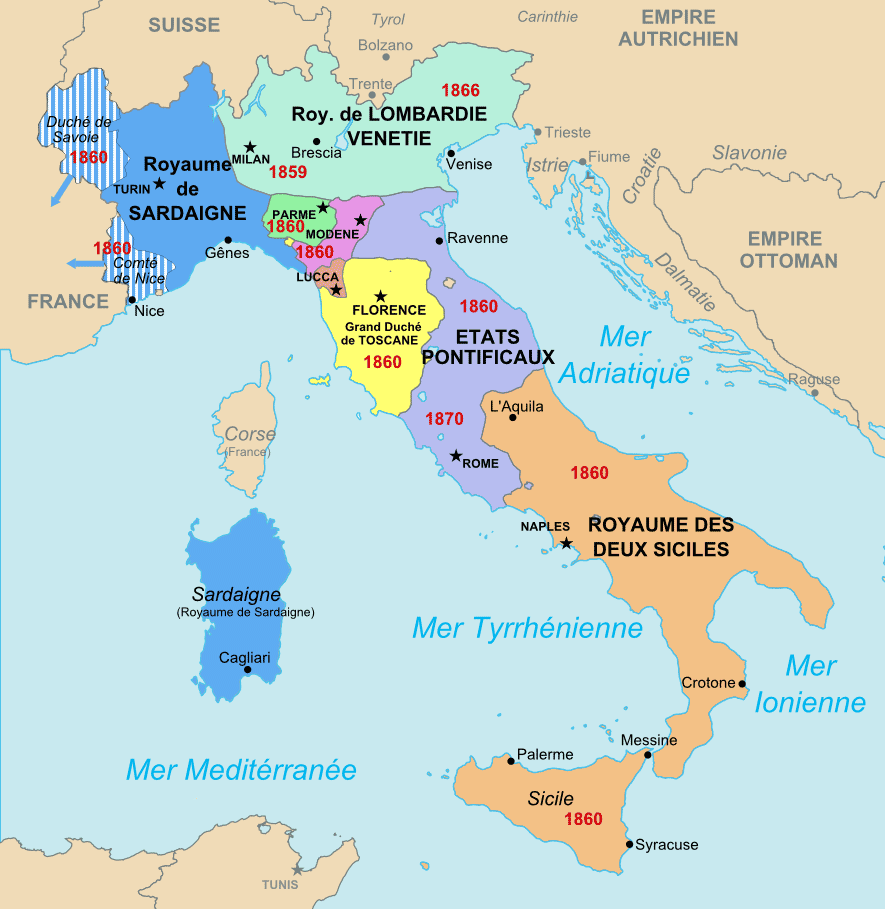
Italiaanse staten in de XIXe eeuw. Franse annexatie (1860).

Savoye werd op 27 november 1792 als departement Mont-Blanc door Frankrijk geannexeerd, en dit na de Franse Revolutie.

### Terug naar Piëmont-Sardinië
Na de val van Napoleon keerde het hertogdom Savoye, op beslissing van het Congres van Wenen (1815), terug naar Sardinië, en dit tot in het jaar 1860.

### Twee Franse departementen

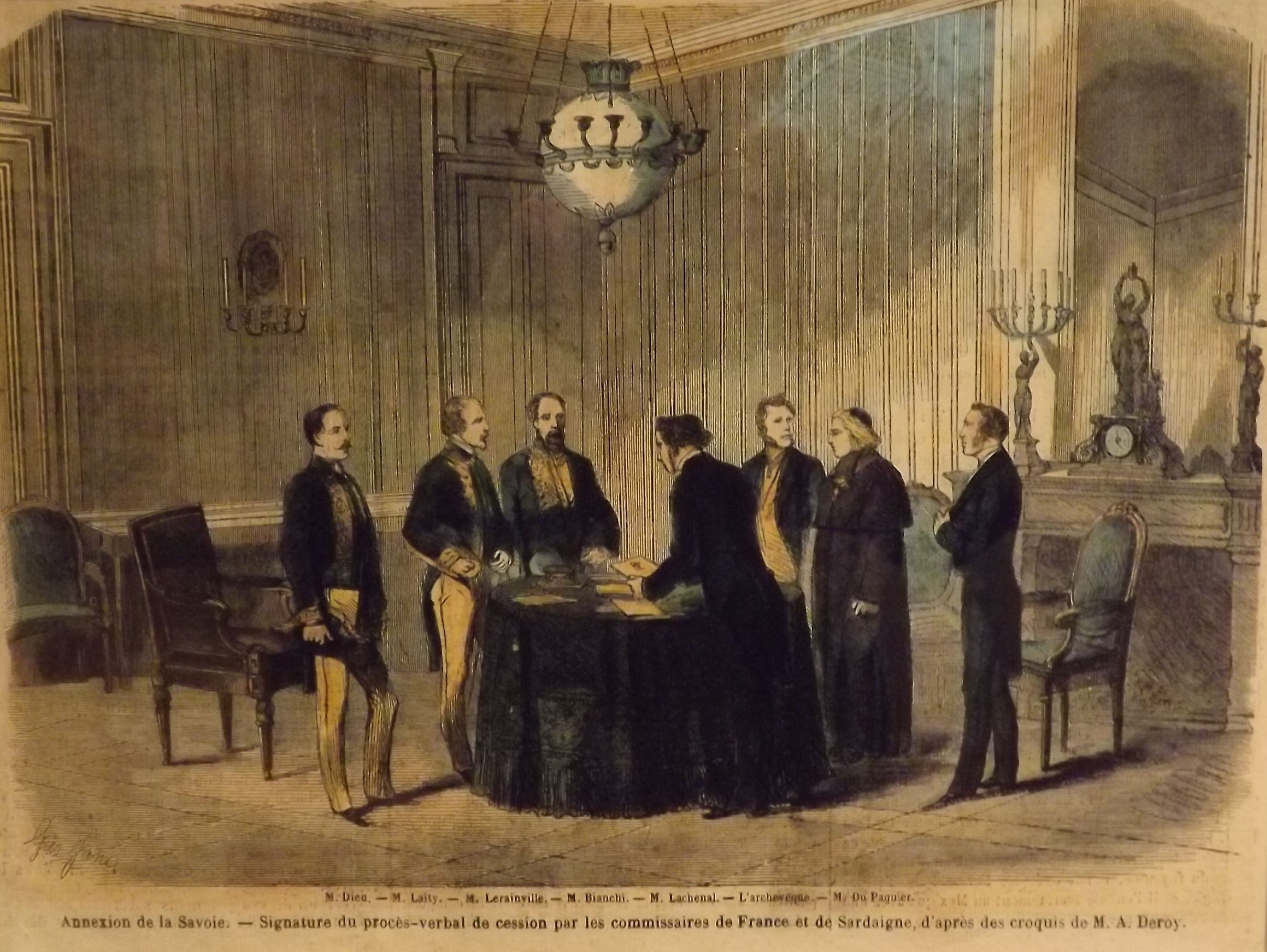
Ondertekening van de overdracht tussen Piemontezen-Sardiniërs en Fransen (1860)

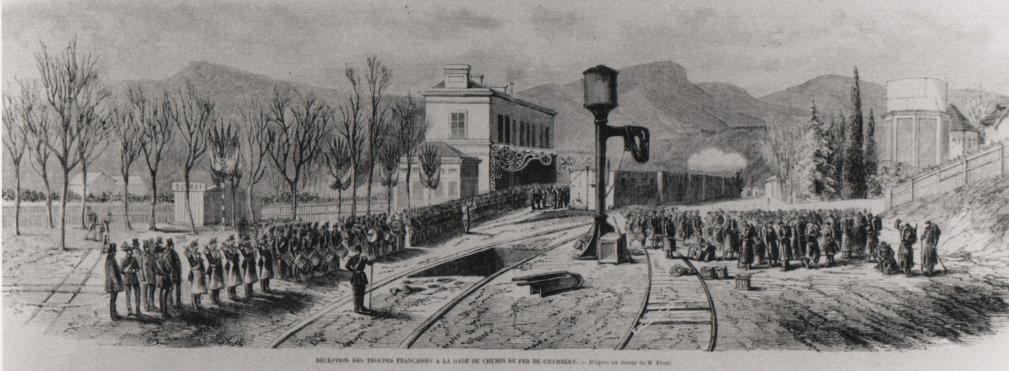
Na de ondertekening stuurde de Franse keizer Napoleon III onmiddellijk zijn troepen naar Chambéry (treinstation)

Het hertogdom Savoye van het koninkrijk Piëmont-Sardinië werd in 1860 na het Verdrag van Turijn en een omstreden volksraadpleging definitief aan Frankrijk afgestaan, ten minste wat betreft het Franstalig deel van het hertogdom. De Fransen splitsten het bovendien in twee departementen: Savoie en Haute-Savoie. Het andere deel van Savoye, het Italiaanstalig deel in Piemont werd overgedragen aan het koninkrijk Sardinië, dat in 1861 opging in de nieuwe Italiaanse eenheidsstaat. Het regerende koningshuis van Italië, het huis Savoye, betaalde dus een prijs voor de steun van de Franse keizer Napoleon III, onder andere het verlies van hun stamland Savoye.
Savoye is dus nooit een van de pre-revolutionaire provincies van Frankrijk geweest; bij de annexatie waren de provincies namelijk al vervangen door departementen. Toch wordt het altijd genoemd in het rijtje van landstreken (pays) ofwel voormalige provincies van Frankrijk.
Sinds het einde van de 20e eeuw zijn er bewegingen in Savoye, waaronder La Ligue Savoisienne, die stellen dat de annexatie van Savoye door Frankrijk in strijd is met het internationaal recht en strijden voor een onafhankelijke, socialistische staat Savoye. Met het huidige landstreek Savoye worden de Franse departementen Savoie en Haute-Savoie bedoeld.

## Geografie
Savoye is een historische landstreek in de Franse Alpen, ongeveer in het gebied van de huidige Franse departementen Savoie en Haute-Savoie. Het grenst in het noorden aan het Meer van Genève, in het westen deels aan de Rhône en in het zuidoosten aan de Grajische Alpen die de grens met Piëmont vormen.

## Demografie

### Bevolking
De bewoners in Savoye, werden Savoyaarden of Savoisiennes genoemd. Volgens schattingen kende het voormalige Savoye ongeveer 1.000.000 inwoners verspreid over het hertogdom. Het land kende diverse periodes van financiële moeilijkheden. De Savoyaarden stonden in de 19e eeuw en begin 20e eeuw erom bekend hun dorpen 's winters te verlaten om als gastarbeider in welvarende gebieden te gaan werken als schoorsteenveger. Verder werd er veel handel gedreven met de typische producten van een primitieve maatschappij: dierenhuiden, konijnenpootjes, pek, honing, was en kaas. Ook werd er geld verdiend door alpenmarmotten tentoon te stellen aan stedelingen. De Savoyaarden werden beschouwd als een sterk volk, dat ondanks vredige charmante bezigheden toch nijdig uit de hoek kon komen.

### Taal
De talen die in Savoye werden gesproken zijn:
- Savoyaards, de volkstaal die in meerdere dialectvormen gesproken werd door haar inwoners.
- Savoyaards-Frans, de taal die gebruikt werd door de overheid en de rechtspraak.
- Italiaans, taal die gebruikt werd door de overheid en in de rechtspraak.

## Valuta

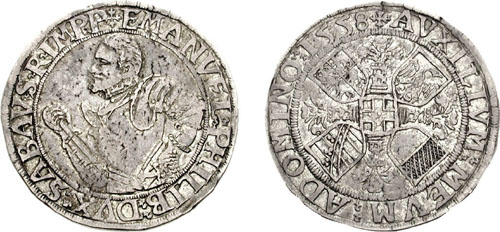
Muntstuk uit de 16e eeuw.

De munteenheid van Savoy was de Savoyaardse livre (ook: livre d'argent, of kortweg livre). De naam is afgeleid van libra (pond), dat ook aan de basis stond voor de Engelse pond, de Italiaanse lire en de Turkse Lira. Op de livre stonden vooral de regerende graven en hertogen van Savoye afgebeeld. De munteenheid werd al sinds de middeleeuwen gebruikt tot 1860, het moment dat het land ophield te bestaan.